# Samuel Strashun
Samuël ben Joseph Strashun (1794 – 21 mars 1872) (en hébreu: שמואל שטראשון מוילנא), connu également sous l'appellation de Rashash (רש"ש) était un talmudiste russe né en Zaskevitch, dans le gouvernement de Vilnius. 

## Biographie
Il fut instruit par son père, et se fit connaître comme talmudiste compétent. Marié jeune, il s'installa chez sa belle-famille dans le village de Streszyn, communément appelé Strashun (près de Vilnius), et c'est de là qu'il prit son nom. La distillerie que possédait son beau-père fut détruite par l'armée française lors de l'invasion de 1812, et la famille se réfugia à Vilnius ; Samuel y créa une autre distillerie et devint un des membres les plus éminents de la communauté. Son épouse faisait marcher l'affaire, comme c'était courant à Vilnius, tandis que lui consacrait la plus grande partie de son temps à étudier le Talmud et à enseigner gratuitement aux disciples qui se rassemblaient autour de lui. Il y avait beaucoup de monde aux conférences talmudiques que, pendant de nombreuses années, il donna tous les jours à la synagogue de la rue Poplaves, et les discussions qui s'y tinrent aboutirent à des annotations, qui maintenant sont intégrées dans toutes les éditions récentes du Talmud de Babylone (Hagahot v'Chiddushei HaRashash). Sa réputation de savant rabbin se répandit dans toute la Russie, et il entretint une correspondance avec plusieurs rabbins célèbres.
On lui offrit le rabbinat de Suwałki, mais il le refusa, préférant conserver son indépendance. Sa piété ne l'empêchait pas de témoigner de la sympathie envers les éléments progressistes de la communauté juive de Russie, et il fit partie du petit nombre de dirigeants orthodoxes qui acceptèrent sans arrière-pensée le décret du gouvernement selon lequel seuls des diplômés des écoles rabbiniques de Vilnius et de Jytomyr devraient être élus rabbins. Il écrivait en bon hébreu moderne, parlait couramment le polonais et se montrait aimable et bienveillant, si bien qu'il était tenu en haute estime même parmi les habitants chrétiens de Vilnius. Outre les annotations dont on a parlé, il en écrivit d'autres concernant les Midrash Rabbot, qui parurent pour la première fois dans les éditions de Vilnius de 1843-45 et de 1855. Certaines de ses novellæ, de ses corrections, etc., furent incorporées dans les travaux d'autres autorités. Il mourut à Vilnius le 21 mars 1872.
Il était le père du grand érudit Mattityahu Strashun.